# Gryphons de London
Maillots

Les Gryphons de London sont une équipe de soccer féminin canadien représentant la ville de London, en Ontario. 
Les Gryphons jouent dans la Division centrale de la Conférence Centrale de la USL W-League, le premier niveau de soccer (football) féminin au Canada. Les couleurs de l'équipe sont le bleu marin, le blanc  et le rouge. Les matchs à domicile ont lieu au North London Soccer Stadium (capacité de 3,000 sièges).

## Histoire
Le club fondé en 2004, obtient une franchise de la W-League pour la saison 2005. À leur saison inaugurale 2004, l'équipe ne joue que 3 matchs dans la W-League, puis en 2005 les Gryphons jouent une saison complète de 14 matchs. Leur fiche est de 8-4-2 et l'équipe termine au 3e rang de la division Midwest. Fait paradoxal, c'est la meilleure saison des Gryphons depuis leur entée dans la W-League.
En 2007, le club crée une académie de soccer, ceci afin de renforcer l'équipe W-League dans un avenir rapproché. À cet effet le club met sur pied deux équipes féminines U16 et U17 évoluant dans la Super Y-League. En novembre 2010, la U17 Academy girls des Gryphons de London remporte la médaille d'argent au Championnat nord-américain de la Super Y-League tenu en Floride.

## Parcours de l'équipe en W-League
| Année | Ligue        | Conférence          | Division                 | Saisons régulières                | Séries éliminatoires                      |
| ----- | ------------ | ------------------- | ------------------------ | --------------------------------- | ----------------------------------------- |
| 2004  | USL W-League | Conférence centrale | Division du Midwest      | Termine 8e de sa division         | Ne se qualifie pas                        |
| 2005  | USL W-League | Conférence Centrale | Division du Midwest      | Termine au 3e rang de sa division | Ne se qualifie pas                        |
| 2006  | USL W-League | Conférence Centrale | Division du Midwest      | Termine au 6e rang de sa division | Ne se qualifie pas                        |
| 2007  | USL W-League | Conférence Centrale | Division du Midwest      | Termine au 5e rang de sa division | Ne se qualifie pas                        |
| 2008  | USL W-League | Conférence centrale | Division du nord         | Termine au 7e rang de la division | Ne se qualifie pas                        |
| 2009  | USL W-League | Conférence centrale | Division des grands-lacs | Termine au 6e rang de la division | Ne se qualifie pas                        |
| 2010  | USL W-League | Conférence centrale | Division du Midwest      | Termine au 5e rang de sa division | Ne se qualifie pas                        |
| 2011  | USL W-League | Conférence centrale | Division des grands lacs | Termine au 7e rang de la division | Ne se qualifie pas                        |
| 2012  | USL W-League | Conférence centrale | Division Centrale        | Termine 7e                        | Ne se qualifie pas pour les éliminatoires |

## Effectif pour la saison 2012
En date du 20 juin 2012.
| N° | Nat.                    | Poste | Nom du joueur         |
| -- | ----------------------- | ----- | --------------------- |
| 1  | Drapeau du Canada       | G     | Rebecca Singer        |
| 5  | Drapeau des États-Unis  | A     | Rachael Sushner       |
| 6  | Drapeau du Canada       | D     | Emily Tustin          |
| 7  | Drapeau du Canada       | A     | Melissa Smith         |
| 8  | Drapeau du Canada       | M     | Elizabeth Hildebrandt |
| 9  | Drapeau de l'Angleterre | M     | Victoria Stevens      |
| 10 | Drapeau des États-Unis  | D     | Kaylee Draper         |
| 11 | Drapeau du Canada       | M     | Laura Gray            |
| 12 | Drapeau du Canada       | M     | Tara Telford          |
| 14 | Drapeau des États-Unis  | M     | Kelsey Draper         |
| 16 | Drapeau des États-Unis  | A     | Chelsea Phillips      |
|    | Drapeau du Canada       | M     | Melissa Bigg          |
|    | Drapeau du Canada       | D     | Laura Twinem          |
|    | Drapeau du Canada       | A     | Holly Big             |

## Équipe technique 2012
- Directeur général: Aaron Lauterbach
- Entraineur-chef: Anthony Addorisio
- Entraîneur-adjoint:  Jose “Garrincha” Figueiredo
- Directeur technique:   Marcel Naarden